# Starowęgierski lament Maryi

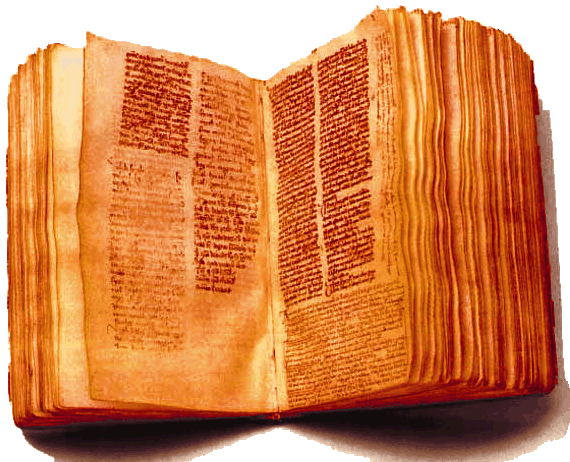
Kodeks lowański z Lamentem Maryi

Starowęgierski lament Maryi, Lament Maryi (węg. Ómagyar Mária-siralom) – jeden z najstarszych zachowanych tekstów w języku węgierskim. Napisany ok. roku 1300, odnaleziony został dopiero w roku 1922, w Kodeksie Lowańskim (Dominican Codex) w Bibliotece Uniwersytetu Belgijskiego. Jego autorem był prawdopodobnie zakonnik dominikański. Zapisany był bez podziału na strofy i zajmował 37 linijek. Po podziale obejmuje 13 zwrotek.

## Charakter utworu
Utwór jest luźnym tłumaczeniem z "Planctusa" Francuza Geoffroi de Breteuila. W tekście ani razu nie pada imię Maryi lub Jezusa, co sprawia, że jest to tekst bardziej uniwersalny, mówiący ogólnie o bólu matki po stracie syna.
Struktura utworu nadaje jej cech dramatycznych: po każdych dwóch zwrotkach opisowych następują nacechowane emocjonalnie wersy zawierające lament matki.
W warstwie lingwistycznej utwór jest bardzo wyrafinowany, co pozwala wierzyć, że przed "Lamentem" pojawiały się już podobne utwory w języku węgierskim. Zabawy semantyczne (np. wers "Világ világa", co może oznaczać zarówno "światło świata", jak i "świat świata", "światło światła" lub "świat światła"), aliteracje, rytmizacja, wersyfikacja i rymy są bezbłędnie zastosowane w całym utworze w celu osiągnięcia efektu dramatycznego. 
Znaczenie niektórych słów utworu do dziś nie zostało rozszyfrowane przez 
językoznawców.

## Tekst utworu
| Tłumaczenie polskie: Co żałość, nie znałam. W żalu-m pogrążona, Smutkami zgryziona. Oddziela mój świat Od Synaczka Żyd – Od słodkich wesel mych. Ach, mój słodki paneczku, Jedyny Synaczku! Bacz płaczącej matki, Wyciągnij ją nad smutki! Oczy mi łzy zakapią, Pierś mi smutki zatrapią. Twoje krwi padanie – Moje tchu omdlewanie. Ty światło światu, Ty kwiat kwiatu! Okrutnieś udręczon ty, Ćwiekami żeś przebity. Synku mój, biada mi, Słodki miodzie! Marniejesz w urodzie, Krew ucieka ci w wodzie. Mój żal się, mój lament się Na wierzch rozchodzi. Smutek we wnętrzności mej, Ty nigdy nie lżej. Mnie zabieraj, śmierci, Niech moje żyje Jedyne paniątko, A niech świat się boi. Ach, pewnie Symeona Słowo się dopełni, Czuję miecz boleści, Obiecany ten mi. Rozstałabym się Z tobą, gdyby nie Iżeś tak udręczon, Synaczku, na śmierć. Żydzie, twój czyn Bezprawiem jest, Bo bez winy Mój Syn jest. Nachodząc, bodząc, Pchając, supłając, Zabijasz. Nad Synkiem zlitujcie się, Dla mnie za to litość nie, Albo śmierci zmęczeniem Matkę z miłym jej Synem Już i razem zabijcie. (tłumaczenie Mirona Białoszewskiego) | Tekst we współczesnej pisowni węgierskiej: Volék sirolm tudotlon. Sirolmol sepedik, Búol oszuk, epedek. Választ világumtuul - Zsidou fiodumtuul, Ézes ürümemtüül. Ó én ézes urodum, Eggyen igy fiodum! Sirou anyá teküncsed, Búábeleül kinyuhhad! Szemem künyüel árad, Én junhum buol fárad. Te vérüd hullottya Én junhom olélottya. Világ világa, Virágnak virága! Keserüen kinzatul, Vos szegekkel veretül. Uh nekem, én fiom, Ézes mézüül! Szegényül szépségüd, Vírüd hioll viezül. Sirolmom, fuhászatum - Tertetik kiül Én junhumnok bel bua, Ki sumha nim hiül Végy halál engümet, Eggyedüm íllyen, Maraggyun urodum, Kit világ féllyen! Ó igoz Simeonnok Bezzeg szovo ére; Én érzem ez bútürűt, Kit níha egíre. Tüüled válnum, De nüm valállal, Hul így kinzassál, Fiom, halállal. Zsidou, mit tész, Türvéntelen, Fiom mert hol Biüntelen. Fugva, husztuzva, Üklelve, ketve Ülüd. Kegyüggyetük fiomnok, Ne légy kegyülm mogomnok, Ovogy halál kináal, Anyát ézes fiáal Egyembelű üllyétük! |